# نابوميتون
النابوميتون (بالإنجليزية: Nabumetone)‏ هو دواء مسكن، وهو من مضادات التهاب غير ستروئيدي حيث يقوم بتقليل إفراز هرمون البروستاغلاندين الذي يسبب الألم والالتهاب.

## استخدام الدواء
يستخدم الدواء كمسكن لتخفيف شدة الآلام والالتهاب الناجمين عن التهاب المفاصل الروماتويدي.